# The Lamb, the Woman, the Wolf
The Lamb, the Woman, the Wolf é um filme mudo norte-americano de 1914, do gênero drama, dirigido por Allan Dwan e estrelado por Murdock MacQuarrie, Pauline Bush e Lon Chaney. O filme é agora considerado perdido.